# 영빈묘
영빈묘(寧嬪墓)는 대한민국 경기도 남양주시에 있는 조선 숙종의 후궁 영빈 김씨의 무덤이다. 1735년(영조 11년) 음력 1월 12일에 영빈 김씨가 사망하자 같은 해의 음력 3월 14일 현재의 자리에 조성되었다.